# Aussichtsturm Stadlerberg
Der Aussichtsturm Stadlerberg steht auf dem Stadlerberg in der Gemeinde Stadel bei Niederglatt im Schweizer Kanton Zürich.
Wanderwege führen von Stadel aus in rund 20 Minuten zum Aussichtsturm. Vom Turm aus bietet sich eine Aussicht über das Zürcher Unterland und den Flughafen Kloten. Am Fusse des Turmes befindet sich eine Grillstelle.

## Aktuell
Am 24. Juni 2023 wurde der neue Turm (genannt Lilienturm, nach einem Emblem auf dem Gemeindewappen von Stadel) eingeweiht. Über 138 Treppenstufen aus Holz gelangt man zur Aussichtsplattform in 25 Meter Höhe. Eine Panoramatafel Richtung Süden zeigt die Alpengipfel vom Schäfler bis zum Breithorn.
Architekt: Graf Biscioni Architekten, Winterthur

## Geschichte
Der im Jahre 1964 aus Holz erstellte erste Turm war 25 Meter hoch. Wegen der Nähe zum Flughafen Kloten war auf der Aussichtsplattform ein Leuchtfeuer installiert.
2019 beschloss der Gemeinderat Stadel, den 55 Jahre alten Turm abzubrechen und einen neuen aufzustellen. Ab Ende August 2022 war der Turm gesperrt. Er wurde am 20. Oktober 2022 abgerissen.

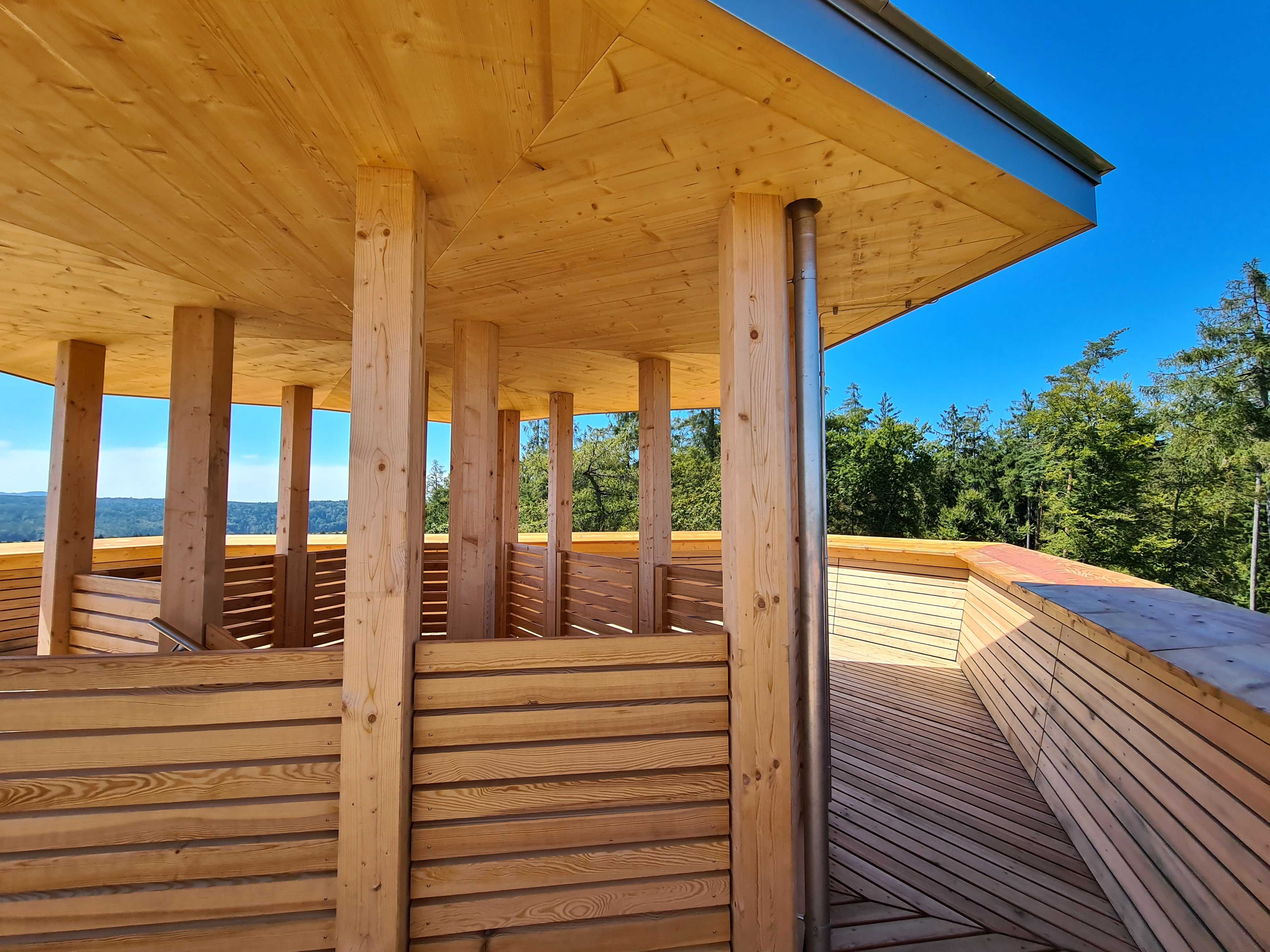
Aussichtsplattform
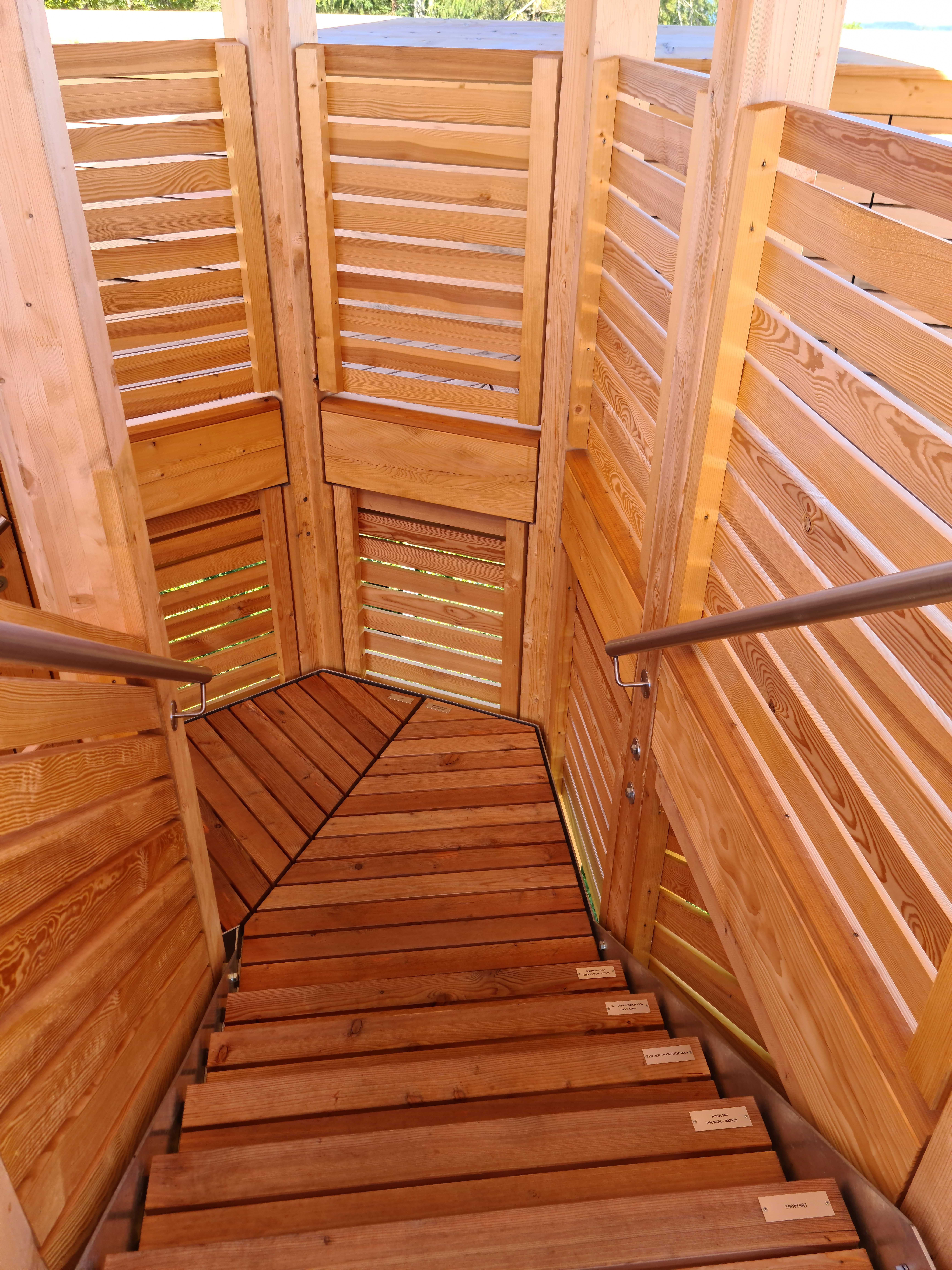
Treppen
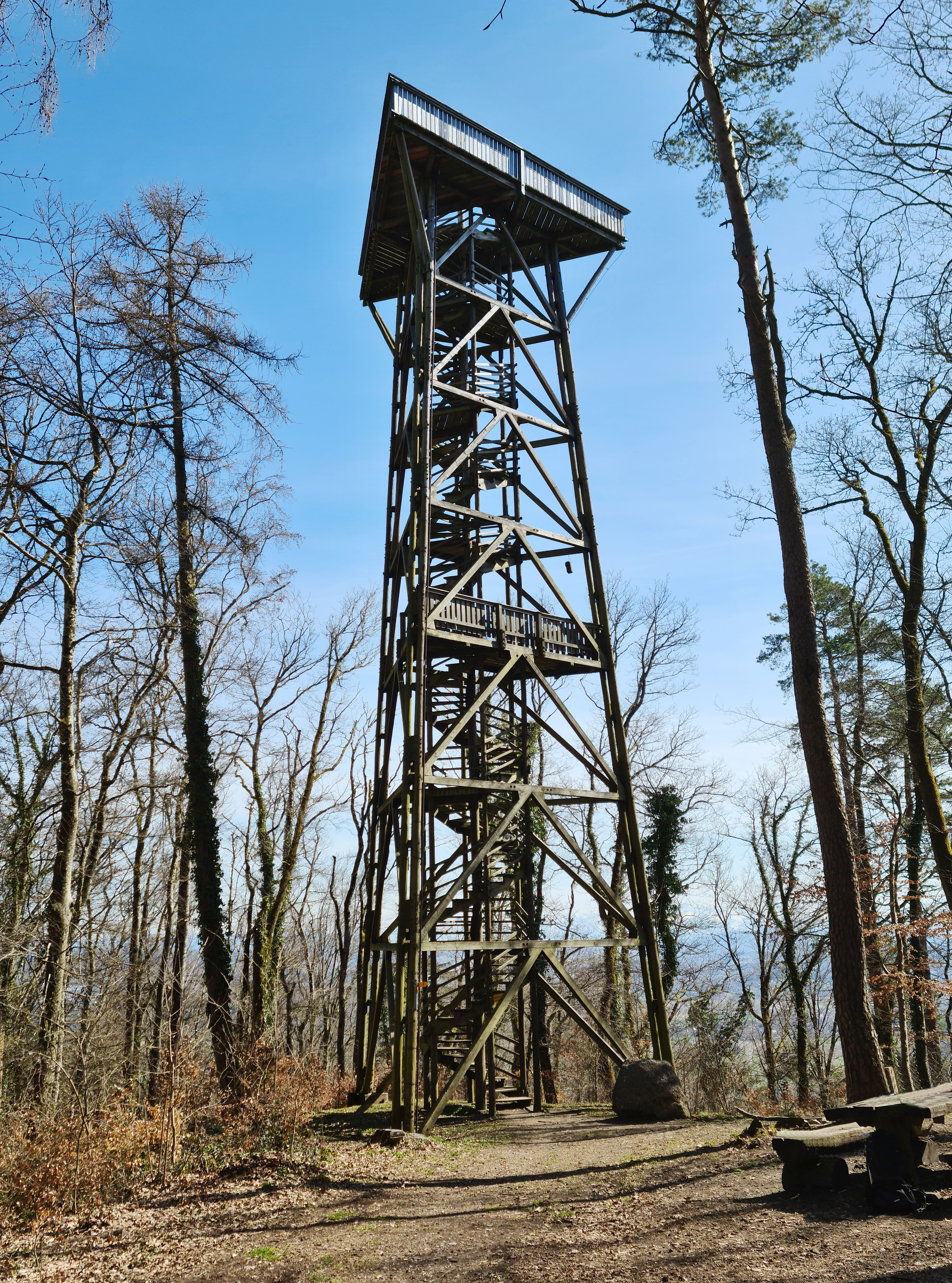
Alter Aussichtsturm